# Kävlinge landskommun
Kävlinge landskommun var en tidigare kommun i dåvarande Malmöhus län.

## Administrativ historik
Kommunen bildades i Kävlinge socken i Harjagers härad i Skåne när 1862 års kommunalförordningar trädde i kraft. 
Här inrättades 23 augusti 1901 Kävlinge municipalsamhälle.
Kommunen med municipalsamhället ombildades 1946 till Kävlinge köping som 1971 ombildades till Kävlinge kommun.

## Politik

### Mandatfördelning i Kävlinge landskommun 1938-1942
| 18 | 7 |

| 23 |

| 19 | 6 |

| 23 |